# フアン・カルロス・ムニス
フアン・カルロス・ムニス・アルメンテロス（Juan Carlos Muniz Armenteros , 1976年1月28日 - ）は、キューバ、ハバナ出身のプロ野球選手（外野手）。右投げ右打ち。現在はブラジル国内リーグのマリリア・ベースボールクラブに所属している。
マイナーリーグでの登録名はJ.C.ムニス（J.C.Muniz）。

## 経歴

### キューバ時代
キューバでは国内リーグ"セリエ・ナシオナル・デ・ベイスボル"のゲレーロス・デ・メトロポリタノスに所属。2002年にブラジル人女性との結婚を機にブラジルへ移住した。結婚時にブラジル国籍も取得している。

### MLB傘下時代
2005年と2006年はフロリダ・マーリンズ傘下マイナーリーグのAA級カロライナでプレーした。

### ブラジル国内リーグ時代
2007年と2008年はブラジルの国内リーグに所属。ブラジル代表にも選出された。

### 千葉ロッテ時代
2009年2月27日、千葉ロッテマリーンズに育成選手として入団。NPBではミドルネームを含まずフアン・ムニスと表記された。3月30日に支配下登録され、一軍出場は無かったが、イースタン・リーグでは打率.342・本塁打15本の成績を残し、中田翔の三冠王を阻んで首位打者を獲得した。
2010年6月6日、チーム内で怪我人が相次いだこともあり一軍に昇格。同日の対東京ヤクルトスワローズ戦に6番・左翼手として先発出場し、第3打席で一軍初安打となる中前安打を放った。その後、初盗塁も決めている。しかし一軍では14試合の出場に留まり、11月16日にブライアン・コーリーと共に戦力外通告を受けた。

### ブラジル国内リーグ復帰
その後に再びブラジルの国内リーグに復帰した。
2012年に第3回WBC予選のブラジル代表に選ばれ、翌2013年3月開催の本選にも出場した。1次ラウンドで敗退したものの、レオナルド・レジナットとともにブラジル代表では最高となる打率.364を記録した。キューバ戦では一塁ベースを踏み忘れ、キューバ側のアピールによりアウトになるなど精彩を欠く場面も見られた。
2016年に第4回WBC予選のブラジル代表に選ばれた。敗者復活2回戦でのイギリス戦で、ブラジルが3-4と1点をリードされた9回表2アウトの場面、2塁から3塁へ盗塁を試みたが、刺殺されて試合が終了してしまった。この敗戦でブラジルは2大会連続のWBC本選出場を逃した。

## 詳細情報

### 年度別打撃成績（2000-01年以降）
| 年 度     | 球 団    | 試 合 | 打 席 | 打 数 | 得 点 | 安 打 | 二 塁 打 | 三 塁 打 | 本 塁 打 | 塁 打 | 打 点 | 盗 塁 | 盗 塁 死 | 犠 打 | 犠 飛 | 四 球 | 敬 遠 | 死 球 | 三 振 | 併 殺 打 | 打 率 | 出 塁 率 | 長 打 率 | O P S |
| --------- | -------- | ----- | ----- | ----- | ----- | ----- | -------- | -------- | -------- | ----- | ----- | ----- | -------- | ----- | ----- | ----- | ----- | ----- | ----- | -------- | ----- | -------- | -------- | ----- |
| 2000-2001 | MET      | 69    | 194   | 162   | 29    | 43    | 7        | 1        | 4        | 64    | 18    | 4     | 2        | 4     | 1     | 22    | 0     | 5     | 38    | 5        | .265  | .368     | .395     | .763  |
| 2010      | ロッテ   | 14    | 24    | 22    | 1     | 3     | 1        | 0        | 0        | 4     | 1     | 1     | 0        | 0     | 1     | 1     | 0     | 0     | 5     | 1        | .136  | .167     | .182     | .348  |
| CNS：1年  | CNS：1年 | 69    | 194   | 162   | 29    | 43    | 7        | 1        | 4        | 64    | 18    | 4     | 2        | 4     | 1     | 22    | 0     | 5     | 38    | 5        | .265  | .368     | .395     | .763  |
| NPB：1年  | NPB：1年 | 14    | 24    | 22    | 1     | 3     | 1        | 0        | 0        | 4     | 1     | 1     | 0        | 0     | 1     | 1     | 0     | 0     | 5     | 1        | .136  | .167     | .182     | .348  |

- キューバで通常用いられる個人通算成績は、プレーオフや選抜リーグなども合算するため、この表の合計とは一致しない

### 記録
NPB
- 初出場・初先発出場：2010年6月6日、対東京ヤクルトスワローズ3回戦（明治神宮野球場）、6番・左翼手として先発出場
- 初安打：同上、6回表に由規から中前安打
- 初盗塁：同上、6回表に二盗（投手：由規、捕手：相川亮二）
- 初打点：2010年9月1日、対東北楽天ゴールデンイーグルス18回戦（千葉マリンスタジアム）、5回裏に佐竹健太から右犠飛

### 背番号
- 135 （2009年）
- 99 （2009年 - 2010年）